# ケーン・ダグラス
ケーン・ダグラス（Kane Douglas、1989年6月1日 - ）は、トップ14スタッド・ロシュレに所属するラグビーユニオン選手。

## プロフィール
- オーストラリア・マクレーン出身。
- ポジションはロック(LO)。
- 身長 201cm、体重 116kg
- オーストラリア代表キャップは31（2021年1月現在）でラグビーワールドカップ2015のオーストラリア代表に選ばれた[1]。

## 略歴
ワラターズ、サザン・ディストリクツ、NSWカントリーイーグルス、レンスター、レッズ、ブリスベンシティーを経て、2018年、ボルドーに加入。
2024年、ラ・ロシェルに加入。